# 绍伊尔恩
绍伊尔恩是德国莱茵兰-普法尔茨州的一个市镇。总面积6.51平方公里，总人口41人，其中男性22人，女性19人（2011年12月31日），人口密度6人/平方公里。